# П'єр Гамель
П'єр Гамель (фр. Pierre Hamel, нар. 16 вересня 1952, Монреаль) — канадський хокеїст, що грав на позиції воротаря.

## Ігрова кар'єра
Професійну хокейну кар'єру розпочав 1974 року.
Протягом професійної клубної ігрової кар'єри, що тривала 12 років, захищав кольори команд «Торонто Мейпл-Ліфс», «Вінніпег Джетс», «Нью-Брансвік Гоукс», «Фредеріктон Експрес» та «Шербрук Джетс».
Загалом провів 69 матчів у НХЛ.